# Tanjung Rusia
Tanjung Rusia is een bestuurslaag in het regentschap Pringsewu van de provincie Lampung, Indonesië. Tanjung Rusia telt 2832 inwoners (volkstelling 2010).